# Galapagoleon darwini
Galapagoleon darwini là một loài côn trùng trong họ Myrmeleontidae thuộc bộ Neuroptera. Loài này được Stange miêu tả năm 1969.